# Comparses de Vilanova i la Geltrú
Les Comparses de Vilanova i la Geltrú constitueixen la festa popular més arrelada que se celebra al Carnaval de Vilanova i la Geltrú. Tenen lloc el matí del diumenge de Carnaval.

## Formació de les Comparses
Les Comparses de Vilanova són agrupaments de parelles del veïnatge que surten en formació de fileres, amb vestimenta uniforme a ballar desfilant pels carrers, amb música inicialment feta per bandes musicals i actualment per xarangues. Actualment, les parelles s'agrupen en associacions registrades a Vilanova.
Les comparses es fan agrupant parelles i s'estructuren en les anomenades "banderes" infantils, juvenils i adultes, acompanyades, durant el Carnaval, cadascuna d'elles per un grup de músics que interpreten, cançons tradicionals i que són molt conegudes com, sobretot, El Turuta, marxa que en el temps ha esdevingut un himne tàcit i inamovible al Carnaval. Altres composicions musicals típiques per les marxes, d'alt nivell sonor, durant el Diumenge de Comparses i sobretot a la Plaça de la Vila, són els pasdobles Amparito Roca, del mestre Teixidor i Paquito el Chocolatero, de l'alacantí Gustau Pascual Falcó, compassos típics per marxar amb el seu peculiar ball. Els Comparsers avancen i fan passada pels carrers en parella saltant amb el punt de dansa contrapàs xinxina.

## Història
Les comparses tenen un origen anterior al segle xviii en què Francesc Papiol i de Padró les cita documentalment. Les Comparses, congregades en la Plaça de les Cols feien ressaltar l'esperit festiu català alegre i sorollós incloent la vida familiar fent que les parelles estiguin formades per membres de la mateixa família, vilanovins pròxims o els anomenats "pretendents", joves en cerca de parella.
Totes les interrupcions de les festes del Carnaval a Vilanova han estat degudes a períodes d'activitat bèl·lica, com la guerra del Francès, les guerres carlines i darrerament la guerra civil espanyola. De 1936 fins a l'any 1952 es varen interrompre totes les festes del Carnaval, les disfresses i les Comparses.
Tal com informa el "Diari de Vilanova" en la pàgina 47 de l'edició del 3 de febrer de 1989 (la periodista que ho va investigar i posar-hi llum fou Elvira Vàzquez), la Societat del "Fomento Vilanovés" (el Foment) fou la primera en fer un pas endavant, quan va decidir celebrar, l'any 1946, un sopar al local de l'entitat el dimarts de Carnaval. Segons apunta Xavier Garcia en el seu llibre Vilanova i la Geltrú i el seu gran Carnaval: Amb aquest sopar era iniciada probablement sense ells pensar-ho ni proposar-s'ho la quarta etapa del Carnaval vilanoví. A aquest primer pas seguiren després petites incursions en el perdut, que no oblidat, Carnaval, i mica en mica s'anirà constituint aquesta quarta etapa de què parla Xavier Garcia. A destacar, també des del Foment, que el 21 de febrer de 1952 dotze parelles de promesos, de les que deu van arribar a casar-se anys més tard, van reviure, dins els límits, un dia de Comparsa, això sí, amb permís de l'alcalde Antoni Ferrer Pi. Les condicions van ser no cridar ni fer passada pel carrer i canviar el color de la bandera del Foment -tot i que ells sí van poder lluir les seves típiques americanes vermelles i elles els clavells i els mantons- i, a més, custodiats i acompanyats pel llavors municipal Varela (més tard ocuparia el càrrec de cap de policia). Sense trepitjar la Rambla, van arribar al ball que es feia al cinema Diana organitzat pel Coro, on els sorpresos assistents es van enretirar per deixar-los fer una passada amb bandera desplegada llençant els pocs caramels que duien i que van escatimar pel carrer. Després, de tornada a la seu del Foment, sempre al costat d'en Varela, es van fer una foto que commemora i reafirma aquella primera sortida comparsera després de la Guerra Civil espanyola.
Inesperadament, deu parelles es varen atrevir a sortir ballant l'any 1955 i així va ser com es varen reiniciar les festes ben conegudes pel seu atractiu popular.

## Guerra de caramels
El diumenge, de bon matí, les diferents Comparses s'agrupen en els locals de les associacions de les quals son membres d'on surten a les 9 del matí ballant al so de la música que toca la banda musical que els acompanya. Poden arribar a ser un cinquantena de parelles a cada Comparsa. Les parelles formen fileres i porten un banderer al capdavant amb la bandera representativa de la colla. Van uniformats, ells amb barretina i armilla o americana o mocador, i elles amb clavells al cap i mantó de Manila. Cada Comparsa duu uns colors diferents que els identifica. Els caramels són carregats per l'home en mocadors de farcells, i es tiren d'entre 10 i 15 kg per parella.
Durant la dècada de 1930 l'Ajuntament concedia una llaçada a la comparsa que aportés més membres. Actualment la llaçada és donada a totes les colles. L'itinerari és lliure per tots els carrers de la ciutat i es van llançant caramels, especialment quan es troben amb d'altres banderes. El final de festa és a la Plaça de la Vila, on es fa una gran guerra de caramels al so del Turuta. Tot seguit, un cop s'han acabat tots els caramels per llançar es balla un pasdoble.
En acabar la guerra final les banderes marxen a dinar, al ball de comparser. A la tarda són molts els que continuen la festa ballant les danses de Vilanova a la Plaça de les Cols.